# Lugatú
Lugatú ist eine osttimoresische Aldeia im Suco Ainaro (Verwaltungsamt Ainaro, Gemeinde Ainaro). 2015 lebten in der Aldeia 175 Menschen.
Die Aldeia Lugatú liegt im Nordwesten des Sucos Ainaro. Nördlich befindet sich die Aldeia Hato-Mera und östlich die Aldeia Ainaro. Im Südwesten grenzt Lugatú an den Suco Mau-Ulo.
Lugatú, die einzige Siedlung der Aldeia, liegt im Norden auf einer Meereshöhe von 915 m, an der einzigen Straße der Aldeia.